# Querqueville
Querqueville foi uma comuna francesa na região administrativa da Normandia, no departamento Mancha. Estendia-se por uma área de 5,56 km². Em 2010 a comuna tinha 5 244 habitantes (densidade: 943,2 hab./km²).
Em 1 de janeiro de 2016, passou a formar parte da nova comuna de Cherbourg-en-Cotentin.